# Jean-Charles Pichegru
Jean-Charles Pichegru (16. února 1761, Arbois, Franche-Comté, Francie – 5. dubna 1804, Paříž, Francie) byl francouzský generál období revolučních válek, který sehrál vedoucí roli v dobytí Rakouského Nizozemí, dnešní Belgie, i severního (svobodného) Nizozemí. Později se spojil s roajalisty a plánoval atentát na Napoleona Bonaparte.

## Život
Jean-Charles Pichegru studoval u minoritů a působil jako učitel matematiky klášterní školy v Brienne. Nosil řádový oděv, ale vysvěcen nebyl. Vyučoval též na vojenské škole v Brienne, ale Napoleon Bonaparte nepatřil k jeho žákům. Roku 1783 vstoupil jako voják do dělostřeleckého pluku v Auxerre. S nadšením se přidal k revoluci, stal se v Besançonu předsedou jednoho politického revolučního klubu. Byl jmenován velitelem praporu národní gardy a v jeho čele bojoval v Rýnské armádě. Zde se vyznamenal, přešel roku 1792 do generálního štábu a roku 1793 se stal divizním generálem.
V říjnu 1793 byl jmenován velitelem Rýnské armády a ve spolupráci s generálem Lazarem Hochem v prosinci 1793 přinutil Rakušany k ústupu, když ovládl opevněné weissenburské linie, obsadil Landavu a Lauterburg. V únoru 1794 byl jmenován vrchním velitelem francouzské Severní armády a vybojoval vítězství u Montcastelu a Meninu (26. a 29. dubna 1794), porazil Rakušany pod princem Bedřichem Josiášem Sasko-Koburským a Brity pod druhorozeným synem britského krále vévodou z Yorku. 18. května 1794 u Courtrai a pak v červnu Clerfayta v dnešní Belgii u Rousselaere a Hoogleedenu.

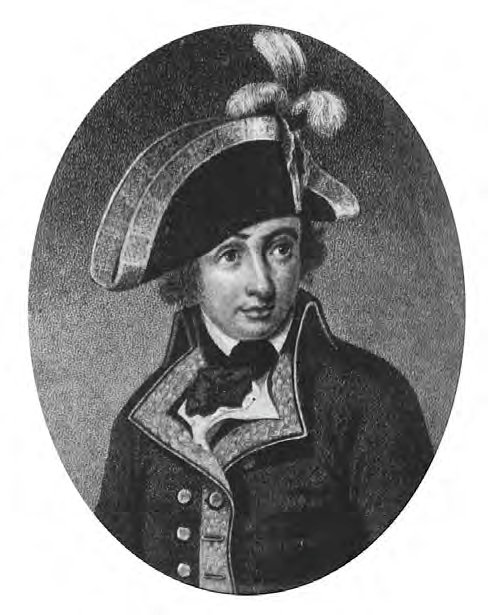
Général Jean Charles Pichegru

Po vítězství Jourdana 26. června 1794 u Fleurusu, překročil Pichegru Šeldu, obsadil Bruggy, Ostende, Gent a Oudenaarde, poté 18. října 1794 překonal se 40 000 muži Mázu a 27. prosince 1794 dobyl za vydatné pomoci mrazu ostrov Bommel a byl oslavován holandskými patrioty jako osvoboditel. V březnu 1795 povolán jako vojenský velitel Paříže, kde na předměstích potlačil lidové povstání 1. dubna 1795 (12. germinalu r. III) a poté se vrátil k Rýnské armádě a obsadil Mannheim. Zde se setkal s agentem monarchistů Fauche-Borelem, jednal s ním a obdržel velké sliby od prince de Condé odměnou za pomoc při opětném dosazení Bourbonů na francouzský trůn. Od této chvíle vedl operace pasivně a pomalu a zamezil plnému využití francouzských vítězství. Tímto svým jednáním se stal podezřelý, ale nové direktorium jej odeslalo jako vyslance do Švédska. Pichegru ale tuto funkci nepřijal a stáhl se do soukromí v rodišti. Roku 1797 se stal členem a dokonce předsedou Rady pěti set, ale po státním převratu 18. fructidoru (4. září 1797) byl zatčen a odsouzen k deportaci do Cayenne ve Francouzské Guayaně v jižní Americe. V červnu 1798 se mu spolu se sedmi společníky podařil útěk do Paramariba a odtud odplul do Velké Británie. O rok později se přidal k rakouské a ruské armádě a bojoval pod Rimským-Korsakovem. Poté žil krátce v Německu a vrátil se do Velké Británie.

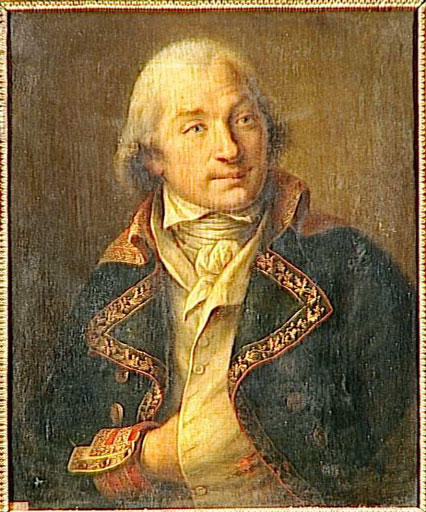
Jean-Charles Pichegru

Tam navázal staré kontakty s Bourbony a spolu s Georgesem Cadoudalem navrhl atentát na prvního konzula Francie. V převlečení se oba vrátili do Paříže (1804), kde Pichegru navázal kontakty s generálem Moreauem, ale 28. února byl po tuhém odporu přesile četníků zatčen. Před skončením soudního procesu byl Pichegru nalezen ve své cele v Templu zardoušen vlastní kravatou. Zda se jednalo o sebevraždu či o vraždu – kravatu si měl dvoumetrový silák ukroutit kolem krku hůlkou, což nezní věrohodně – není dodnes zcela rozhodnuto. V roce 1816 byla mu v Arbois odhalena socha.

## Zkamenělá kořist
V roce 1794 ovládl Pichegru město Maastricht a zmocnil se také fosilního bohatství tohoto holandského území. Konkrétně získal lebku obřího mořského plaza mosasaura, objevenou roku 1770 Johannem Hoffmannem v křídových lomech u města Maastricht. Ta pak byla roku 1795 převezena do Paříže jako válečná kořist a zkoumal ji slavný Georges Cuvier.